# 西村堂
西村堂曾是中国广州市的一座重要的基督教堂，座落于荔湾区西增路，建于1930年，隶属于中华基督教会广东协会。西村堂为中西合璧风格，红砖墙，绿琉璃顶。
当时西村地区拥有两所教会学校：美华中学与协和女子师范学校。前者为1922年，原美国公理会传教士伍赖信以个人身份创办（1919年，美国公理会差会撤出广东）。
1960年实行联合礼拜时，西村堂信徒被并入光孝堂，教堂房屋则租给饮料厂。西村堂建筑保存至今。2011年12月27日公布为第二批荔湾区登记保护文物单位。